# Вільгельм фон Ніндорф
Вільгельм (Віллекін) фон Ніндорф (*Konrad von Hattstein , д/н —26 березня 1287) — 15-й магістр Лівонського ордену в 1282—1287 роках.

## Життєпис
Походив з остфальського шляхетського роду Ніндорфів, міністеріалів Бременського архієпископства. Замолоду перебрався до Лівонії. Тут брав участь у походах проти куршів, земгалів та жмудинів.
1281 року призначено феллінським комтуром. 1282 року обирається магістром Лівонського ордену. Спрямував зусилля на підкорення Земгалії. Зумів зайняти область із земгальським укріпленням Терветен. Тут наказав спорудити замок Гайлігенберг (Свята гора, де було залишено залогу у 300 вояків). Земгали атакували його, але зазнали поразки після 12-денної облоги. Наказав звести замки Буртнек в Відземе, Триката, Волмар в землі латгалів.
Боротьба тривала до 1287 року, коли земгали атакували Ригу, де в околицях знищили орденські комори. Потім земгальські загони рушили проти замку Ікскуль, що належав ризькому архієпископству. Вільгельм фон Ніндорф рушив на допомогу замку. Латгали і ліви, що охороняли Ікскуль розбіглися. В результаті околиці було пограбовано, але замок встояв. Біля містечку Гаросе (Грозен) Вільгельм фон Ніндорф на чолі 500 вояків потрапив у засідку, зазнав поразки й загинув.